# Charles Loupot

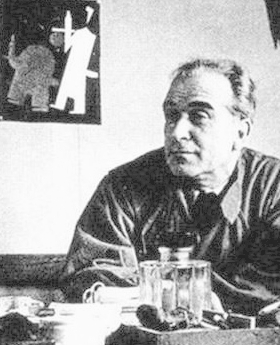
Charles Loupot

Charles Loupot, Taufname Charles Honoré Loupot (* 20. Juli 1892 in Nizza; † 18. Oktober 1962 in Les Arcs) war ein französischer Werbegrafiker, Plakatkünstler, Lithograf, Typograf und Werbeunternehmer. Sein bahnbrechender Einsatz der lithografischen Technik wurde während seiner fünfzigjährigen Karriere weithin gefeiert.

## Leben und Werk
Charles Loupot war der Sohn des Militäroffiziers David Loupot und der Joséphine Grassi. Seine ältere Schwester Marika verstarb als 5-jährige. Nachdem David Loupot seine Militärkarriere in Bilbao beendet hatte, übernahm er den Posten des Außenhandelsberaters von Frankreich.
Charles Loupot lebte mit seinen Eltern ab 1907 in Lausanne und besuchte 1911 an der École nationale supérieure des beaux-arts de Lyon, Kurse in Aktzeichnen und Malen. Seine Mitschüler waren u. a. der spätere Bildhauer Marcel Gimond und der spätere Illustrator Louis Touchagues. An der Schule begann sich Charles Loupot auch für Grafikdesign zu interessieren und gestaltete 1913 sein erstes Plakat Le Bal des Étudiants.
Während des Ersten Weltkrieges leistete Loupot Militärdienst an der Front und kehrte kriegsverletzt 1915 nach Lausanne zurück. Seine berufliche Laufbahn begann Loupot mit einem Auftrag für das Kaufhauses Innovation. Kurz darauf folgten Illustrationen für die Zeitung La Feuille d'Avis de Lausanne. Danach entwarf er über sechzig Plakate für Schweizer Druckereien, die diese an verschiedene Unternehmen weiter verkauften. Sein Atelier war ein beliebter Treffpunkt für die in Lausanne kreativ Tätigen, so für den Fotograf Émile Gos und den Schriftsteller Charles Ferdinand Ramuz.
Charles Loupot zog 1923 nach Paris, wo er bei seiner Muse und späteren Ehefrau Marcelle Vittet einzog. Die Pariser Druckerei Maison Devambez, bekannt als Mäzenin des damals führenden Plakatkünstlers Leonetto Capiello, gab die Herstellung von zwei Plakaten für die Automobilfirma Voisin in Auftrag. 1924 stellte ihn Étienne Damour als Kreativdirektor in seinem Verlag Les Belles Affiches an. Zudem erhielt Loupot Aufträge diverser namhafter Unternehmen für Werbemittel, Markengestaltungen und Plakate.

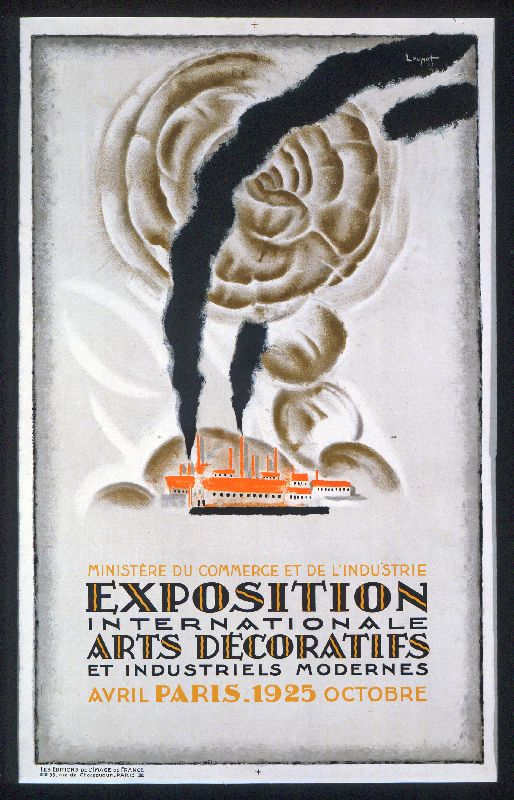
1925, Poster für die Exposition internationale des arts décoratifs et industriels modernes in Paris.

Charles Loupot wurde zusammen mit drei weiteren bedeutenden Künstler ausgewählt, für die 1925 eröffneten Exposition internationale des arts décoratifs et industriels modernes, ein Plakat zu entwerfen. Zudem bezog er das ehemalige Atelier von Jean-Léon Gérôme. Für das Weinunternehmen von Étienne Nicolas gestaltete er 1927 ein modernes Auftreten. Zudem arbeitete er ab dann für eine Reihe renommierter Markennamen wie Eugène Schueller von L’Oréal, Valentine, Ocap, Mansavon, Dop und Ambre Solaire.
1929 kam sein Sohn aus zweiter Ehe mit Jane Alfassa, Jean-Marie, auf die Welt. Im gleichen Jahr trat er in die Union des Artistes Modernes ein. 1930 gründete Charles Loupot zusammen mit A. M. Cassandre die Alliance Graphique für die Druckerei L. Danel in Lille. Zudem richtete er sich in einer Werkstatt in Montmartre ein und begann an Plakaten für La Glace Securit, DOP, Ambre Solaire und Coty zu arbeiten.
In Paris besuchte Loupot fast jede Woche die Kirche St-Sulpice, um sich die Gemälde von Eugène Delacroix anzusehen, die er wegen ihrer außergewöhnlichen Farben und Kompositionen bewundert. Zudem stellten er mit A. M. Cassandre in der Galerie Pleyel in Paris aus. Die Arbeitsgemeinschaft mit Cassandre löste sich 1934 auf. Loupot, Cassandre, Paul Colin und Jean Carlu wurden von den Kritikern die Musketiere genannt.
Ab 1936 arbeitete Charles Loupot für den Direktor der Werbeabteilung des Weinunternehmens St-Raphaël, Max Augier. In dieser Zeit lernte er auch seine letzte Lebensgefährtin, France Pier, kennen. Augier beauftragte Loupot, St-Raphaël auf der großen Exposition Internationale des Arts et Techniques dans la Vie Moderne zu vertreten. Anstatt seine Arbeit auf einen einzigen Pavillon zu beschränken, wie es üblich war, bedeckt Loupot alle Außenwände der Ausstellung mit Plakaten. Die Zusammenarbeit von Augier und Loupot dauerte 20 Jahre.
1940 zog sich Loupot für die Kriegsjahre in sein Haus in Chevroches zurück. Da das Vichy-Regime ab 1940 u. a. die Werbung für Alkohol verbot und Loupot nicht im Dienste des Regimes arbeiten wollte, produzierte er für den Rest des Krieges keine Plakate. In der Folge widmete er sich ausschließlich der Malerei, bevor er seine Arbeit für St-Raphaël 1945 wieder aufnahm.
1951 gründete er seine eigene Werbeagentur Les Arcs in Paris. Als Kreativdirektor stellte er u. a die Schweizer Aschler, Ibach und Schenk an. Loupot war seit 1937 eng mit dem Priester von Menou befreundet und schuf 1952 für die dortige Kapelle Notre-Dame-de-la-Tête-Ronde die Wandgestaltung.
1962 zog sich Loupot auf das Familienanwesen Marika in Les Arcs zurück, wo er sich bis zu seinem Tod als Winzer betätigte. Charles Loupot hinterließ eine beträchtliche Anzahl an Vorzeichnungen und Modellen in Paris, die später vernichtet wurden. Im Auftrag des Club Français de la Médaille gestaltete 1973 Marcel Jacno eine Medaille zu Loupots Ehren. Das Musée d’Art et d’Histoire Romain Rolland in Clamency verfügt über eine Dauerausstellungshalle, die dem Werk von Charles Loupot gewidmet ist.